# Badminton nos Jogos Sul-Americanos de 2022
As competições de badminton nos Jogos Sul-Americanos de 2022 em Assunção, Paraguai, foram realizadas entre 2 e 7 de outubro de 2022 no Estádio León Condou.

## Calendário
O calendário da competição foi o seguinte:
| P | Rodada preliminar | F | Final |

| DataEvento           | Dom 2 | Seg 3 | Ter 4 | Qua 5 | Qui 6 | Sex 7 |
| -------------------- | ----- | ----- | ----- | ----- | ----- | ----- |
| Individual masculino |       |       | P     | P     | P     | F     |
| Duplas masculinas    |       |       |       | P     | P     | F     |
| Individual feminino  |       |       | P     | P     | P     | F     |
| Duplas femininas     |       |       |       | P     | P     | F     |
| Duplas mistas        |       |       | P     | P     | P     | F     |
| Equipes mistas       | P     | F     |       |       |       |       |

## Resumo de medalhas

### Quadro de medalhas
*   país anfitrião (PAR Paraguai)
| Pos.               | País               | Ouro | Prata | Bronze | Total |
| ------------------ | ------------------ | ---- | ----- | ------ | ----- |
| 1                  | BRA Brasil         | 6    | 4     | 1      | 11    |
| 2                  | PER Peru           | 0    | 2     | 8      | 10    |
| 3                  | COL Colômbia       | 0    | 0     | 2      | 2     |
| Total (3 entradas) | Total (3 entradas) | 6    | 6     | 11     | 23    |

### Medalhistas

#### Masculino
| Evento     | Ouro                                             | Prata                                         | Bronze                                   |
| ---------- | ------------------------------------------------ | --------------------------------------------- | ---------------------------------------- |
| Individual | Jonathan Matias BRA Brasil                       | Donnians Oliveira BRA Brasil                  | Davi Marinho da Silva BRA Brasil         |
| Individual | Jonathan Matias BRA Brasil                       | Donnians Oliveira BRA Brasil                  | José Guevara PER Peru                    |
| Duplas     | Fabrício Farias Davi Marinho da Silva BRA Brasil | Daniel la Torre Regal Diego Subauste PER Peru | Daniel Borja Miguel Quirama COL Colômbia |
| Duplas     | Fabrício Farias Davi Marinho da Silva BRA Brasil | Daniel la Torre Regal Diego Subauste PER Peru | José Guevara Diego Mini PER Peru         |

#### Feminino
| Evento     | Ouro                                 | Prata                                | Bronze                                          |
| ---------- | ------------------------------------ | ------------------------------------ | ----------------------------------------------- |
| Individual | Juliana Vieira BRA Brasil            | Sâmia Lima BRA Brasil                | Inés Castillo PER Peru                          |
| Individual | Juliana Vieira BRA Brasil            | Sâmia Lima BRA Brasil                | Fernanda Saponara Rivva PER Peru                |
| Doubles    | Sânia Lima Juliana Vieira BRA Brasil | Jaqueline Lima Sâmia Lima BRA Brasil | Inés Castillo Paula la Torre Regal PER Peru     |
| Doubles    | Sânia Lima Juliana Vieira BRA Brasil | Jaqueline Lima Sâmia Lima BRA Brasil | Namie Miyahira Fernanda Saponara Rivva PER Peru |

#### Misto
| Evento  | Ouro | Prata | Bronze |
| ------- | --- | --- | --- |
| Duplas  | Fabrício Farias Jaqueline Lima BRA Brasil | Davi Marinho da Silva Sânia Lima BRA Brasil | Diego Mini Paula la Torre Regal PER Peru                                                                                  |
| Duplas  | Fabrício Farias Jaqueline Lima BRA Brasil | Davi Marinho da Silva Sânia Lima BRA Brasil | Inés Castillo José Guevara PER Peru                                                                                       |
| Equipes | Brasil · Davi Marinho da Silva · Donnians Oliveira · Fabrício Farias · Jaqueline Lima · Jonathan Matias · Juliana Vieira · Sâmia Lima · Sânia Lima | Peru · Daniel la Torre Regal · Diego Mini · Diego Subauste · Fernanda Saponara Rivva · Inés Castillo · José Guevara · Namie Miyahira · Paula la Torre Regal | Colômbia · Karen Patiño · Juliana Giraldo · Miguel Quirama · Daniel Borja · Giovanny Andrés Castaño · María Yulieth Pérez |

## Participação
Treze nações participaram de eventos de badminton dos Jogos Sul-Americanos de 2022.
- Argentina
- Aruba
- Bolívia
- Brasil
- Chile
- Colômbia
- Equador
- Guiana
- Panamá
- Paraguai
- Peru
- Suriname
- Venezuela